# Канада и Гражданская война в США
Во время американской Гражданской войны Канада ещё не существовала как федеративное государство. Вместо этого Британская Северная Америка состояла из провинции Канада (части современного Южного Онтарио и Южного Квебека) и отдельных колоний Ньюфаундленда, Нью-Брансуика, Острова Принца Эдуарда, Новой Шотландии, Британской Колумбии и острова Ванкувер. Великобритания и её колонии были официально нейтральны в течение всей войны. Несмотря на это, напряженность между Великобританией и Соединенными Штатами была высокой из-за инцидентов на морях.
Канадцы были в основном против рабства. Тесные экономические и культурные связи через протяженную границу также стимулировали симпатии Канады к Союзу. Около 33 — 55 тыс. мужчин из Британской Северной Америки участвовали в войне, почти все они сражались в рядах федеральной армии. Пресса на востоке Канады поддержала Конфедерацию и высмеивала моральный облик федеральной армии. В Лондоне в 1861-62 годах говорили о посредничестве в войне или признании Конфедерации. Вашингтон предупредил, что такие действия спровоцируют войну, и Лондон опасался, что Канада будет быстро захвачена Союзом.

## Дело Трента
В ноябре 1861 года обострились отношения между Вашингтоном и Лондоном, когда американский военный корабль остановил британский почтовый корабль RMS Trent в открытом море и захватил двух дипломатов Конфедерации: Джеймса Мейсона и Джона Слайделла. Лондон потребовал их возвращения и извинений, а в знак своего намерения защитить свои владения направил 14 тыс. военных в Канаду, в то время как колонисты планировали собрать 40 тыс. ополченцев. Президент Авраам Линкольн разрядил ситуацию, освободив дипломатов, хотя и не принес извинений. Он предупредил своего госсекретаря Уильяма Сьюарда: «Британцы решили, что объединение североамериканских колоний теперь является первоочередной задачей, поскольку новый сильный Доминион избавит Лондон от необходимости размещать крупные британские силы для защиты Британской Северной Америки».

## Деятельность Конфедерации в Канаде
Из-за удобного расположения Канады дикси тайно использовали Канаду в качестве базы, нарушая британский нейтралитет, особенно в приморских районах. Борьба приморцев за сохранение своей независимости от Канады привела к тому, что некоторые моряки сочувствовали стремлению Юга сохранить свою независимость от Севера. Например, галифакский торговец Бенджамин Вир (1805—1868) действовал как агент Галифакса для многих из бегунов блокады Конфедерации, активных во время Гражданской войны. В обмен на судоремонтные заводы в Галифаксе конфедераты снабжали его ценным хлопком для реэкспорта в Великобританию, что было прибыльным, но опасным курсом для Виера, который требовал разрыва его деловых связей с Новой Англией.

## Канадские военные
По самым последним оценкам, от 33 000 до 55 000 человек из Британской Северной Америки служили в армии Союза и несколько сотен в армии Конфедерации. Многие из них уже жили в Соединённых Штатах и присоединились к добровольцам.
Канада отказалась возвращать на родину около 15 тысяч американских дезертиров и уклонистов от армии.
Андерсон Раффин Эббот был рожден в Торонто. Эббот — первый чернокожий врач Канады. Он подал заявление на должность помощника хирурга в армии Союза в феврале 1863 года, но его заявка, очевидно, не была принятя. В апреле того же года он подал заявление на должность «медицинского кадета» в войсках США, но в конце концов был принят в качестве гражданского хирурга по контракту. Он служил в Вашингтоне, округ Колумбия, с июня 1863 по август 1865 года, сначала в контрабандной больнице, которая стала больницей вольноотпущенников. Затем он отправился в больницу в Арлингтоне, штат Виргиния. Получив многочисленные похвалы и став популярным в вашингтонском обществе, Эббот был одним из 13 чернокожих хирургов, которые служили во время Гражданской войны.
По меньшей мере 29 канадских мужчин были награждены Медалью Почета.

## Экономическое воздействие
Период Гражданской войны был бумом экономического роста для колоний Британской империи. Война в США создала огромный рынок для канадских сельскохозяйственных и промышленных товаров, большая часть которых пошла в Союз. Морские судостроители и владельцы процветали в военное время торгового бума.

## Политическое воздействие
Гражданская война в Америке оказала решающее политическое влияние на колонии Великобритании. Напряженность в отношениях между Соединёнными Штатами и Великобританией, которая была подожжена войной и усугублена набегами фениев, привела к беспокойству о безопасности и независимости колоний, что помогло укрепить импульс для Конфедерации в 1867 году.